# Le Boupère
Le Boupère est une commune française située dans le département de la Vendée, en région Pays de la Loire.

## Géographie
Le territoire municipal du Boupère s'étend sur 4 366 hectares. L'altitude moyenne de la commune est de 115 mètres, avec des niveaux fluctuant entre 67 et 155 mètres,.
La commune est arrosée par le Lay et bordée très brièvement au nord-ouest par son affluent, le Petit Lay.
| Saint-Paul-en-Pareds   | Saint-Michel-Mont-Mercure (Sèvremont) | La Flocellière (Sèvremont) |
| Mouchamps Rochetrejoux | Boupère                               | Pouzauges                  |
| Saint-Prouant          | Monsireigne                           | La Meilleraie-Tillay       |

### Climat
Pour des articles plus généraux, voir Climat des Pays de la Loire et Climat de la Vendée.
En 2010, le climat de la commune est de type climat océanique franc, selon une étude du CNRS s'appuyant sur une série de données couvrant la période 1971-2000. En 2020, Météo-France publie une typologie des climats de la France métropolitaine dans laquelle la commune est exposée à un climat océanique et est dans la région climatique  Bretagne orientale et méridionale, Pays nantais, Vendée, caractérisée par une faible pluviométrie en été et une bonne insolation. 
Pour la période 1971-2000, la température annuelle moyenne est de 11,7 °C, avec une amplitude thermique annuelle de 14,5 °C. Le cumul annuel moyen de précipitations est de 888 mm, avec 13 jours de précipitations en janvier et 6,9 jours en juillet. Pour la période 1991-2020, la température moyenne annuelle observée sur la station météorologique de Météo-France la plus proche, « St-Fulgent_sapc », sur la commune de Saint-Fulgent à 20 km à vol d'oiseau, est de 12,6 °C et le cumul annuel moyen de précipitations est de 815,9 mm,. Pour l'avenir, les paramètres climatiques de la commune estimés pour 2050 selon différents scénarios d'émission de gaz à effet de serre sont consultables sur un site dédié publié par Météo-France en novembre 2022.

## Urbanisme

### Typologie
Au 1er janvier 2024, Le Boupère est catégorisée bourg rural, selon la nouvelle grille communale de densité à sept niveaux définie par l'Insee en 2022.
Elle est située hors unité urbaine. Par ailleurs la commune fait partie de l'aire d'attraction des Herbiers, dont elle est une commune de la couronne,. Cette aire, qui regroupe 15 communes, est catégorisée dans les aires de 50 000 à moins de 200 000 habitants,.

### Occupation des sols
L'occupation des sols de la commune, telle qu'elle ressort de la base de données européenne d’occupation biophysique des sols Corine Land Cover (CLC), est marquée par l'importance des territoires agricoles (92,4 % en 2018), en diminution par rapport à 1990 (93,5 %). La répartition détaillée en 2018 est la suivante : 
zones agricoles hétérogènes (39,2 %), terres arables (38,5 %), prairies (14,7 %), forêts (4,8 %), zones urbanisées (2,9 %). L'évolution de l’occupation des sols de la commune et de ses infrastructures peut être observée sur les différentes représentations cartographiques du territoire : la carte de Cassini (XVIIIe siècle), la carte d'état-major (1820-1866) et les cartes ou photos aériennes de l'IGN pour la période actuelle (1950 à aujourd'hui).

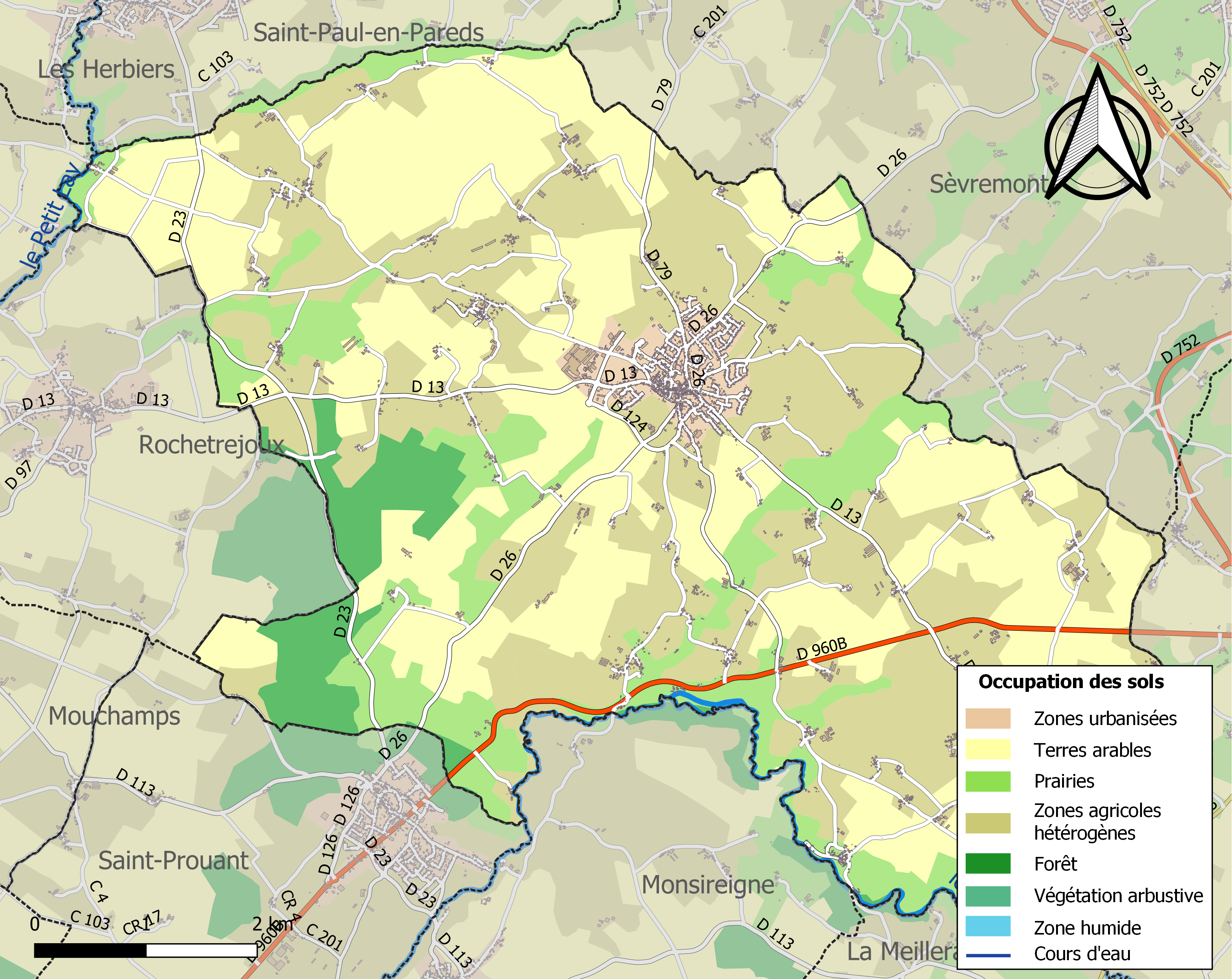
Carte des infrastructures et de l'occupation des sols de la commune en 2018 (CLC).

## Toponymie
Le nom de la localité est attesté sous la forme latine Alba Petra au XIe siècle puis Aubepierre (« pierre blanche »).
En poitevin, la commune est appelée Le Boupére.

## Histoire
Au XIe siècle, il aurait existé un village portant le nom latin Alba Petra qui signifie « Pierre-Blanche ». Par altérations successives, ce nom s'est francisé pour devenir Aubepierre, Aubepere, Lobepere, Le Bepere, Le Bonpere, puis le nom actuel Le Boupère.

## Emblèmes

### Héraldique
| Blason de Le Boupère | Blason  | D'azur à la fasce haussée d'argent fuselée de sept pièces de gueules, accompagnée en pointe d'une chapelle-château de deux tours d'argent couverte, ouverte et ajourée de sable, à la filière d'or. |
| Blason de Le Boupère | Détails | L'écu est sommé d'une couronne murale donjonnée de trois pièces et soutenu d'un listel portant l'inscription : « Alba Petra ». La couleur blanche et les losanges rouges proviennent du blason de la famille Frotier de Bagneaux (propriétaire du château de la Pelissonnière). La bande horizontale (fasce) et la couleur jaune de la bordure évoquent les armoiries de la famille de Monti de Rezé, propriétaire du château du Fief-Milon. L'église fortifiée est évidemment celle du Boupère, reconnaissable à son oculus excentré traversé par un S en bande. L'inscription Alba Petra (pierre blanche) rappelle l'étymologie de la paroisse du Boupère. |

### Devise
La devise du Boupère : Alba Petra.

## Politique et administration

### Liste des maires
| Période                                  | Période      | Identité                   | Étiquette    | Qualité                                                                                    |
| ---------------------------------------- | ------------ | -------------------------- | ------------ | ------------------------------------------------------------------------------------------ |
| Les données manquantes sont à compléter. |              |                            |              |                                                                                            |
| 2 novembre 1947                          | 25 mars 1977 | Armand Barreau (1893-1980) |              | Industriel, maire honoraire Chevalier de l'Ordre national du Mérite                        |
| 25 mars 1977                             | juin 1995    | Jean-Yves Le Lann          |              | Agent d'assurance, maire honoraire                                                         |
| juin 1995                                | 24 mars 2001 | Claude Loiseau             |              | Cadre bancaire                                                                             |
| 24 mars 2001                             | 25 mai 2020  | Dominique Blanchard,       | SE Centriste | Agriculteur, ancien adjoint au maire Président de la CC du Pays-de-Pouzauges (2016 → 2020) |
| 25 mai 2020                              | En cours     | Anne Bizon                 | SE           | Assistante commerciale et communication                                                    |

## Population et société

### Démographie

#### Évolution démographique
L'évolution du nombre d'habitants est connue à travers les recensements de la population effectués dans la commune depuis 1793. Pour les communes de moins de 10 000 habitants, une enquête de recensement portant sur toute la population est réalisée tous les cinq ans, les populations de référence des années intermédiaires étant quant à elles estimées par interpolation ou extrapolation. Pour la commune, le premier recensement exhaustif entrant dans le cadre du nouveau dispositif a été réalisé en 2006.

En 2022, la commune comptait 3 170 habitants, en évolution de +1,41 % par rapport à 2016 (Vendée : +5,33 %, France hors Mayotte : +2,11 %).
| 1793  | 1800  | 1806  | 1821  | 1831  | 1836  | 1841  | 1846  | 1851  |
| ----- | ----- | ----- | ----- | ----- | ----- | ----- | ----- | ----- |
| 2 000 | 1 057 | 2 017 | 2 265 | 2 333 | 2 289 | 2 383 | 2 601 | 2 640 |

| 1856  | 1861  | 1866  | 1872  | 1876  | 1881  | 1886  | 1891  | 1896  |
| ----- | ----- | ----- | ----- | ----- | ----- | ----- | ----- | ----- |
| 2 696 | 2 752 | 2 735 | 2 771 | 2 861 | 2 914 | 3 033 | 2 993 | 2 977 |

| 1901  | 1906  | 1911  | 1921  | 1926  | 1931  | 1936  | 1946  | 1954  |
| ----- | ----- | ----- | ----- | ----- | ----- | ----- | ----- | ----- |
| 2 839 | 2 758 | 2 822 | 2 549 | 2 513 | 2 506 | 2 370 | 2 425 | 2 443 |

| 1962  | 1968  | 1975  | 1982  | 1990  | 1999  | 2006  | 2011  | 2016  |
| ----- | ----- | ----- | ----- | ----- | ----- | ----- | ----- | ----- |
| 2 537 | 2 523 | 2 762 | 2 892 | 2 832 | 2 764 | 2 824 | 3 015 | 3 126 |

| 2021  | 2022  | - | - | - | - | - | - | - |
| ----- | ----- | - | - | - | - | - | - | - |
| 3 189 | 3 170 | - | - | - | - | - | - | - |

#### Pyramide des âges
En 2018, le taux de personnes d'un âge inférieur à 30 ans s'élève à 35,8 %, soit au-dessus de la moyenne départementale (31,6 %). À l'inverse, le taux de personnes d'âge supérieur à 60 ans est de 26,1 % la même année, alors qu'il est de 31,0 % au niveau départemental.
En 2018, la commune comptait 1 590 hommes pour 1 578 femmes, soit un taux de 50,19 % d'hommes, légèrement supérieur au taux départemental (48,84 %).
Les pyramides des âges de la commune et du département s'établissent comme suit.
| Hommes | Classe d’âge | Femmes |
| ------ | ------------ | ------ |
| 1,1    | 90 ou +      | 1,8    |
| 6,7    | 75-89 ans    | 9,7    |
| 15,9   | 60-74 ans    | 17,1   |
| 19,2   | 45-59 ans    | 18,0   |
| 20,6   | 30-44 ans    | 18,2   |
| 14,0   | 15-29 ans    | 15,2   |
| 22,5   | 0-14 ans     | 20,0   |

| Hommes | Classe d’âge | Femmes |
| ------ | ------------ | ------ |
| 0,8    | 90 ou +      | 2,2    |
| 8,7    | 75-89 ans    | 11,1   |
| 20,3   | 60-74 ans    | 21,3   |
| 20     | 45-59 ans    | 19,4   |
| 17,5   | 30-44 ans    | 16,8   |
| 15     | 15-29 ans    | 13,2   |
| 17,7   | 0-14 ans     | 16,1   |

## Économie et industrie
- Siège de l'entreprise Gautier (depuis 1960), meubles contemporains (120M € CA, 750 p. en 2020 pour l'ensemble du groupe).

## Lieux et monuments

### Monuments du patrimoine religieux
- La fontaine sur la place de l'Église ;
- L'église fortifiée Saint Pierre ;
- La chapelle du Boupère.

#### Église fortifiée Saint-Pierre
Saint-Pierre fut construite en trois étapes : à la fin du XIIe siècle, l'église d'origine, de style roman, fut édifiée en forme de croix latine et dotée d'un chœur au chevet plat.
Au début du XIVe siècle, elle dépendait de l'abbaye Saint-Jouin de Marnes (ordre de Saint-Benoît, aujourd'hui dans les Deux-Sèvres). Ses armoiries étaient : d'argent, à une croix pattée d'azur, cantonnée de quatre roses de gueules.
À la fin du XIVe et début XVe siècle : en pleine guerre de Cent Ans (1337 à 1458), on dut fortifier l'église (faute d'autres lieux plus sûrs, les villageois trouvaient là un refuge en ces périodes de troubles et une sécurité dans l'attente d'autres renforts). La façade occidentale est encadrée de contreforts percés de meurtrières et de canonnières. Ces contreforts sont surmontés d'échauguettes. Le chemin de ronde, surplombant de 20 mètres la place de l'Église, est protégé par un parapet crénelé ponctué de petites bretèches. Des niches dans le mur sud étaient destinées aux défenseurs ; les trous des meurtrières donnaient à l'intérieur de ces niches. En rajoutant au XVe siècle un bas-côté étroit, au sud, nécessaire à l'édification d'un chemin de ronde, on a élargi la nef et déplacé la porte de la façade sans toucher à l'oculus qui reste centré par rapport à la construction originelle mais décalé par rapport à l'entrée principale.
L'expansion démographique du XIXe siècle obligea l'agrandissement du transept nord et la reconstruction du chœur (1867), puis l'agrandissement du transept sud et construction du clocher actuel (1890).
L'église fortifiée du Boupère a été classée monument historique dès 1862.
L'oculus fut doté d'un vitrail en 1926, représentant saint Pierre dans sa barque et à Rome : pêcheur de poissons et pêcheur d'hommes.

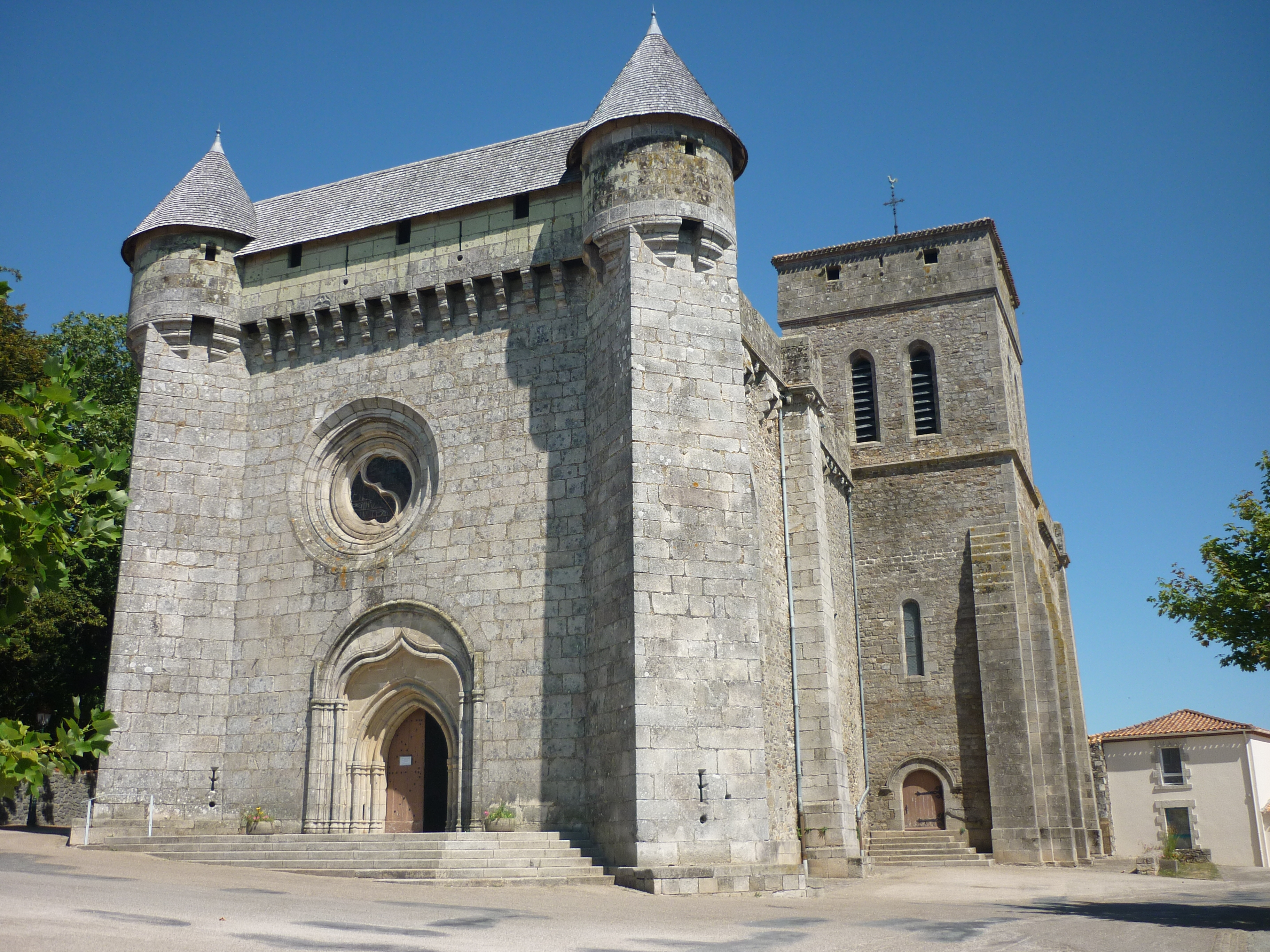
Vue d'ensemble.
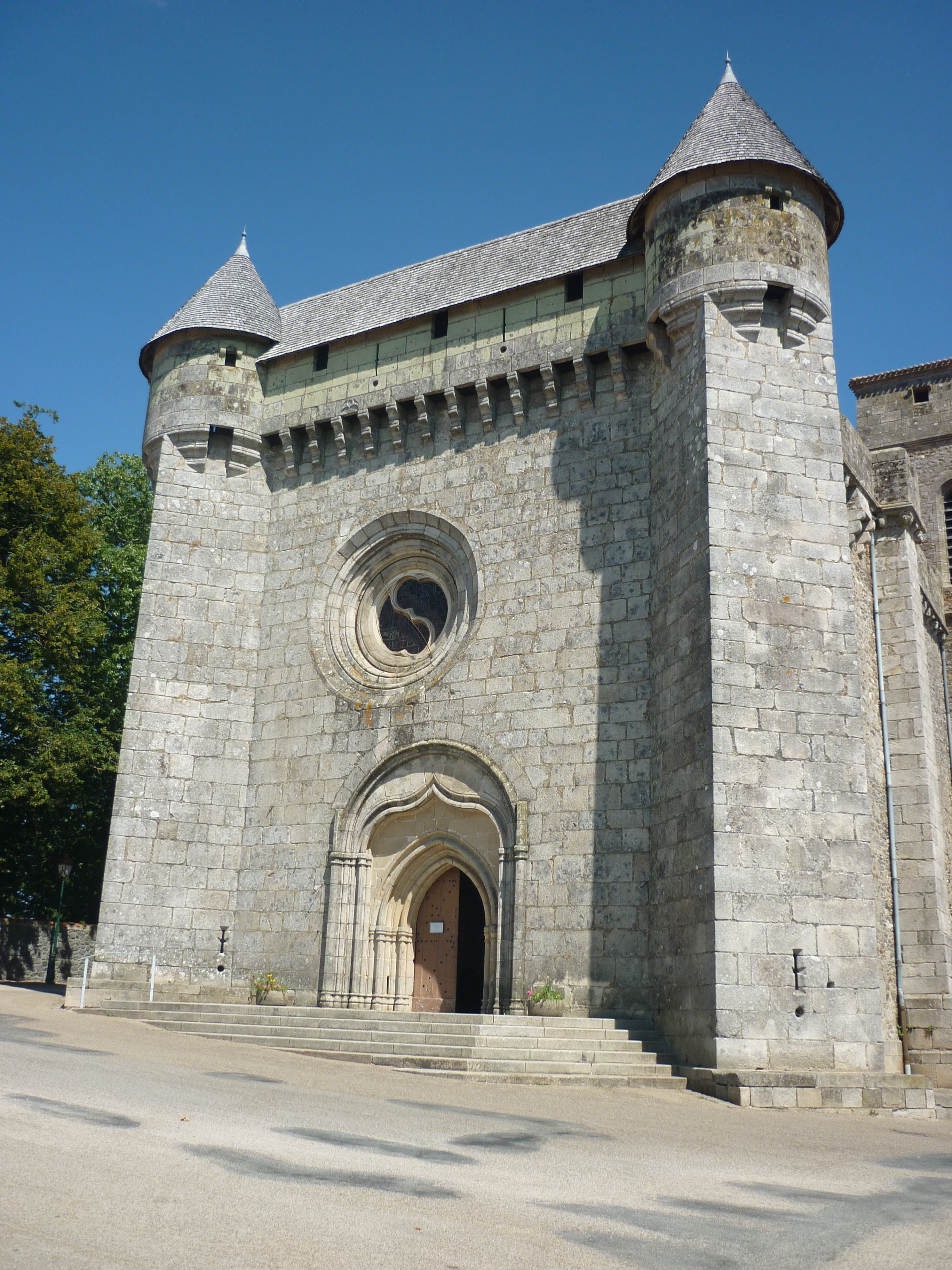
Vue de la façade : le chemin de ronde encadré par deux échauguettes et l'oculus excenté.
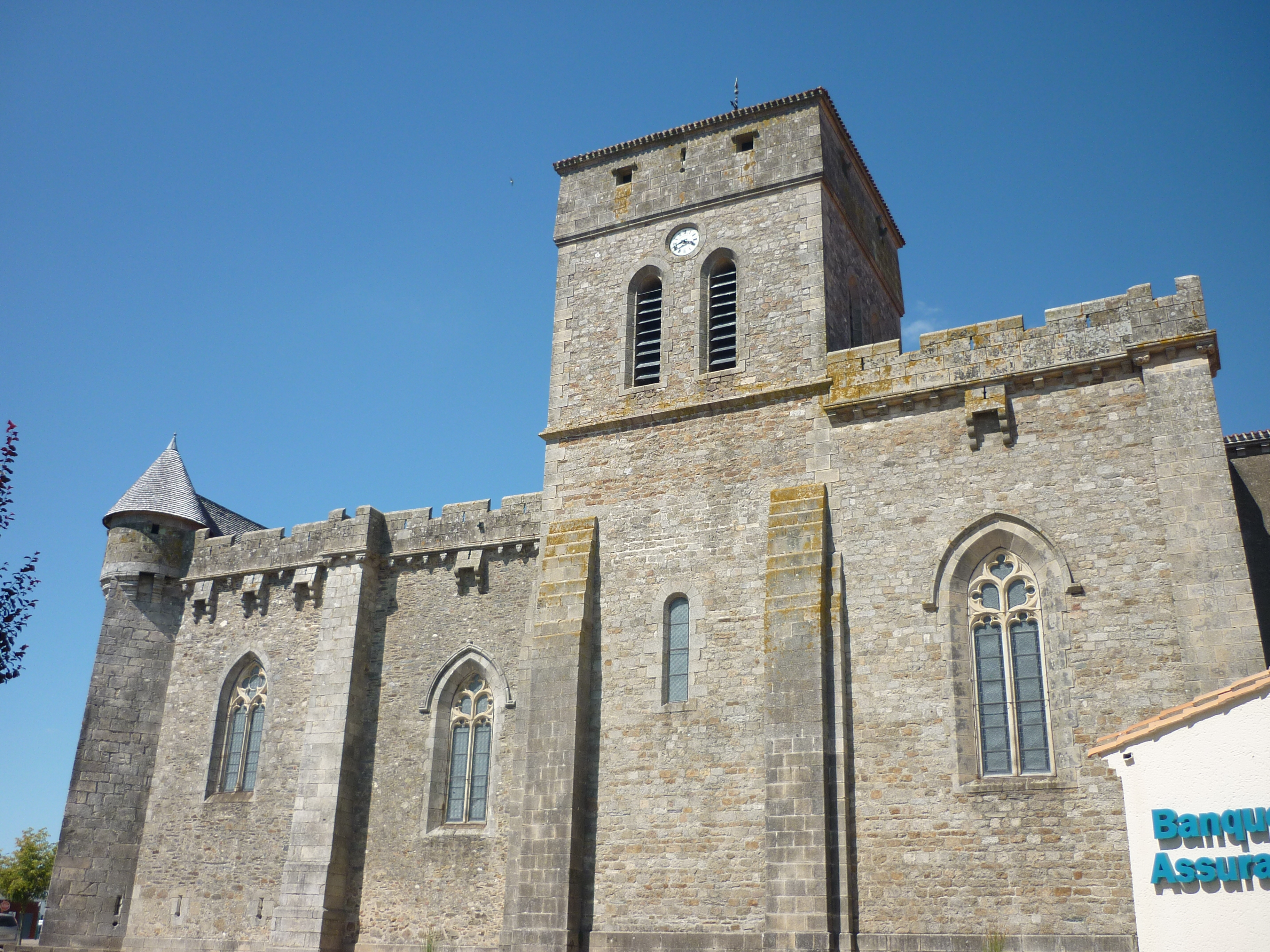
Transept sud et clocher de 1890.
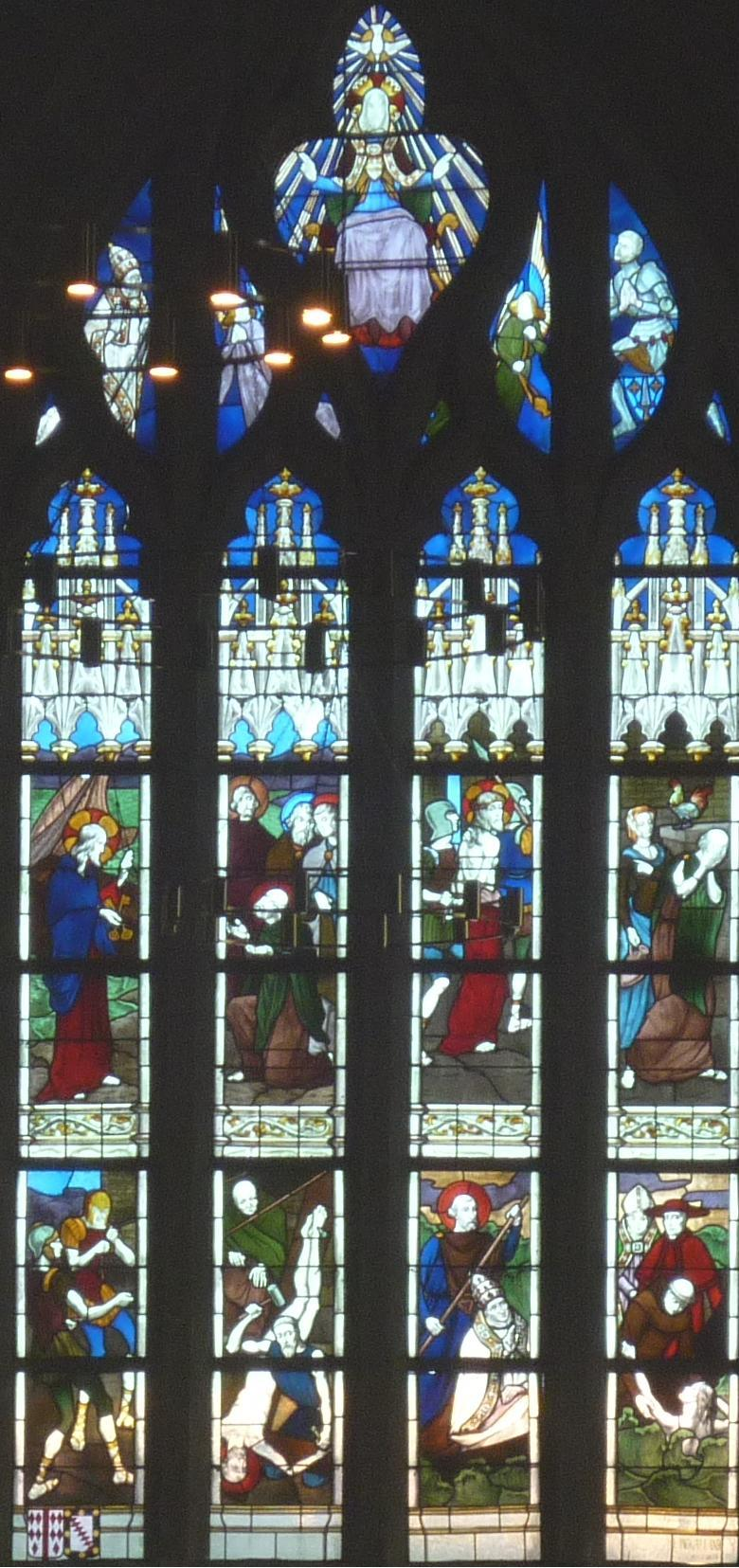
Vitrail (abside).

### Monuments du patrimoine civil

#### Château du Fief-Milon
Construit pour une partie au XIVe siècle, le château-fort faisait partie du système de défense de Pouzauges. Sa position élevée lui donnait le rôle d'une tour de guet et offrait un panorama exceptionnel sur les monts Gâtine qui dominent le Haut Bocage vendéen, Saint-Michel-Mont-Mercure et Le Boupère. Cette position élevée s’explique par sa fonction première : défendre Pouzauges contre les Anglais pendant la guerre de Cent Ans.
La charpente des communs, à poinçons sculptés et contrefiches courbes, est datée entre 1585 et 1610.
Au début du XIXe siècle, le château médiéval (un corps central flanqué de deux grosses tours circulaires) subit des changements, à la manière de Viollet-le-Duc : on a donné aux deux tours une allure « fortifiée » en les couronnant par un faux mâchicoulis avec crénelage en briques. En 1861 de nouveaux bâtiments furent édifiés reliant le château à l’ensemble des communs.
En 2005, le château a été inscrit en totalité à l'Inventaire supplémentaire des monuments historiques.
Le château fut acquis par la famille de Monti de Rezé qui le possède encore de nos jours.

#### Château de la Pelissonnière
Ancien manoir style Renaissance comprenant en 1647 un donjon et un manoir principal, transformé au XIXe siècle pour le vicomte Zénobe Frotier de Bagneux qui fit installer dans le grand salon la grande cheminée du prieuré de Mouzeuil-Saint-Martin.
En 1828, la duchesse de Berry séjourna au château.
Il est aujourd'hui la propriété d'une personne privée.

#### Logis de la Ramée
Situé sur la route allant de la Davière à Saint Paul au lieu-dit la Ramée, ce logis totalement ruiné, a malheureusement disparu.

#### Logis de la Biffardière
À l'entrée du bourg sur la route de Saint-Prouant, ce logis est constitué d'un ensemble de bâtiments formant, jusqu'au milieu du XIXe siècle, une cour fermée. Les bâtiments les plus anciens semblent bien être de la fin du XVIe ou du tout début du XVIIe siècle. Ils ont été largement remaniés les siècles suivants.

#### Logis du Beignon
S'il ne reste du château XVIIIe que la chapelle, l'ancien logis et sa chapelle demeurent toujours.

#### Logis de la Baussonière
Situé sur la route de Pouzauges, cette maison fortifiée du XVIe siècle abrita la famille Le Tourneur, riches marchands de laine aux XVIe – XVIIe siècles de Pouzauges dont on peut voir le blason sur la tour polygonale.

## Personnalités liées à la commune
- Pierre Menanteau (1895 - 1992), poète, homme de lettres, y est né.
- Pierre Barouh, auteur compositeur interprète, acteur et producteur, y a installé son studio d'enregistrement et le siège de son label Saravah dans le moulin de la Morvient.
- Eugène Charier, alias Gèn Charé (1884-1960), a publié de nombreux textes en poitevin de la région de Saint-Michel-Mont-Mercure/Le Boupère dans les années 1930 et 1950 en particulier dans le Bulletin de la Société Olona. Il est notamment l'auteur de nombreuses adaptations de Fables de La Fontaine[26].